# Giuseppe Camerata
Giuseppe Camerata (1718–1803) fue pintor de miniaturas y grabador. 
Nació en Venecia en 1718, dejó su patria para ir a establecerse en Sajonia donde grabó un gran número de láminas muy estimadas. Murió en Dresde en 1803 siendo director de grabado en la academia de aquella ciudad, en cuya galería se admiran sus estampas de las cuales citaremos las principales que son:
- La dracma perdida
- El padre de familia
- El David
- San Roque socorriendo a los apestados, copia del cuadro de Procaccini
- La Asunción de la Virgen y la Limosna de San Roque, pintados por Aníbal Carracci